# Poliopastea evelina
Poliopastea evelina är en fjärilsart som beskrevs av Druce 1884. Poliopastea evelina ingår i släktet Poliopastea och familjen björnspinnare. Inga underarter finns listade i Catalogue of Life.